# Claudio Fragasso
Claudio Fragasso (* 2. Oktober 1951 in Rom) ist ein italienischer Regisseur und Drehbuchautor.

## Leben
Fragasso begann 1973 als Drehbuchautor für rein kommerzielle Filme, nahezu ausschließlich für Mario Bianchi und Bruno Mattei, für deren günstig produzierte, schnell heruntergekurbelte Genreproduktionen er auch als Regieassistent engagiert wurde. Als Regisseur von Super-8-Filmen hatte er bereits eigene Inszenierungen vorzuweisen, als er in den 1980er Jahren im Stil Matteis seine ersten Horrorfilme vorlegte, die für den ausländischen und Videomarkt produziert wurden.
In den 1990er Jahren entwickelte er sich zum Regisseur von Kriminalfilmen mit sozialen Unterthemen, wie dem Rassismus in Teste rasate, die zu weiteren Arbeiten für das Fernsehen führten, für das er oftmals verwickelte Geschichten technisch exzellent umsetzte.
Etliche seiner Filme drehte oder skriptete Fragasso unter dem Pseudonym Clyde Anderson; in einigen übernahm er kleine Rollen. Er ist mit der Drehbuchautorin Rossella Drudi verheiratet.

## Filmografie (Auswahl)
Drehbuch
- 1976: Tote pflastern seinen Weg (Pronto ad uccidere)
- 1977: Gangbuster (L'avvocato della mala)
- 1979: Die Ungreifbaren (I guappi non si toccano)
- 1980: Sexuelle Perversionen – Libido Mania 2. Teil (Sesso perverso, mondo violento)
- 1980: Das süße Leben der Nonne von Monza (La vera storia della monaca di Monza)
- 1983: Laura II – Revolte im Frauengefängnis (Blade Violent (I violenti))
- 1987: Cobra Force (Strike commando)
- 1988: Heroin Force (Strike Commando 2)
- 1988: GI Killer - Die Verräter im Visier (Cop Game)

Regie
- 1980: Die Hölle der lebenden Toten (Virus), zusammen mit Bruno Mattei (& Drehbuch)
- 1981: Difendimi dalla notte (& Drehbuch, Schnitt)
- 1983: Die sieben glorreichen Gladiatoren (I sette magnifici gladiatori), zusammen mit Bruno Mattei (& Drehbuch)
- 1984: Riffs III – Die Ratten von Manhattan (Rats – Notte di terrore), zusammen mit Bruno Mattei (& Drehbuch)
- 1984: Monster Dog (Leviatán)
- 1987: Der weiße Apache – Die Rache des Halbbluts (Bianco Apache), zusammen mit Bruno Mattei
- 1987: Der Kampfgigant (Double Target), zusammen mit Bruno Mattei
- 1988: Zombie 3, zusammen mit Bruno Mattei (& Drehbuch)
- 1988: Heroin Force (Trappola diabolica), zusammen mit Bruno Mattei
- 1989: Das Böse ist wieder da (After death (Oltre la morte))
- 1990: Horror House 2 (La casa 5) (& Drehbuch)
- 1990: Troll 2 (Troll 2) (& Drehbuch)
- 1990: Non aprite quella porta 3, zusammen mit Bruno Mattei
- 1992: Pierino Stecchino
- 1993: Skinhead (Teste rasate)
- 1995: Palermo Milano – Flucht vor der Mafia (Palermo Milano solo andata) (& Drehbuch)
- 1998: Ein mörderisches Paar (Coppia omicida) (& Drehbuch)
- 2000: The Squad (La banda)
- 2003: Bindati
- 2004: Concorso di colpa
- 2007: Milan Palermo - The Return (Milano Palermo - Il ritorno)
- 2010: Dirty War (Le ultime 56 ore)
- 2012: Operazione vacanze
- 2012: Una notte da pa
- 2016: Aniel (L'ultimo applauso)
- 2021: Italian Horror Stories
- 2022: Karate Man (& Drehbuch)